# Necrópolis de Velilla del Río Carrión
La Necrópolis de Velilla del Río Carrión fue descubierta en febrero de 1962 en la localidad homónima de la provincia de Palencia, en España. Su hallazgo se produjo en un meandro del río Carrión, a las afueras de la localidad, durante los trabajos de movimiento de tierras para la construcción de una central térmica.
Un equipo de la Universidad de Valladolid dirigido por el arqueólogo Pedro de Palol llevó a cabo un estudio de la necrópolis constatando la existencia de más de 90 tumbas que fueron datadas de época de la Repoblación (s. X), además del uso de material de época romana. A pesar de la importancia del hallazgo, el yacimiento fue totalmente destruido para la instalación en el lugar de la central térmica de Velilla, que fue puesta en funcionamiento en 1964.

## Situación
El lugar sobre el que se asentaba la necrópolis era un ligero promontorio rodeado por un meandro en el valle del río Carrión, en la Montaña Palentina, al sur del núcleo urbano de Velilla del Río Carrión y 3 km al norte de la villa de Guardo, cerca de la carretera que une ambas localidades, en la orilla izquierda del río. En la época del descubrimiento se trataba de una tierra fértil utilizada por los agricultores de Velilla.

## Contextualización histórica
La zona donde se ubicaba el yacimiento pertenece al área de la provincia de Palencia habitado por los antiguos cántabros durante la Edad del Hierro, más concretamente por la tribu de los tamáricos. Muy cerca de la necrópolis se encuentra la fuente romana de La Reana, identificada por Enrique Flórez en 1768 con las Fuentes Tamáricas que mencionó Plinio el Viejo en su Naturalis Historiae. La mítica capital de los tamáricos, Tamarica, nunca logró ser identificada, pero es habitualmente situada por los historiadores en el valle del Carrión, en un punto entre Velilla y Guardo, precisamente donde apareció la necrópolis velillense. Durante años apareció en la zona material de época romana, como algunas fíbulas y una estela funeraria hallada en 1890. Era habitual que los romanos levantasen sus asentamientos en antiguas ciudades cántabras, y también que estos asentamientos, por su privilegiada situación, fueran utilizados siglos después, durante el período de Repoblación, a partir del s. X, por los colonos establecidos durante la Reconquista, período al cual pertenece la necrópolis.

## Descubrimiento
En los años 1950 comenzó a idearse el proyecto de la instalación de una central termoeléctrica en la zona del Alto Carrión, con el fin de aprovechar la abundante producción de carbón de la cuenca minera palentina para la generación de energía eléctrica, muy necesaria para el desarrollo del país en tiempos de la autarquía impuesta por el régimen franquista. En 1956, aviones de la Fuerza Aérea de los Estados Unidos cartografiaron la zona, lo que contribuyó a encontrar una localización idónea para la instalación.
El lugar elegido fue en la orilla izquierda del río Carrión, junto a la localidad de Velilla, en un emplazamiento estratégico rodeado por un meandro del río que sería transformado en un embalse para captar el agua de refrigeración de la central. Las obras de movimiento de tierras para la explanación del terreno comenzaron en los primeros meses de 1962, a cargo de la empresa Entrecanales y Távora. Durante los trabajos de excavado en una de las zonas más próximas al río, aparecieron los primeros vestigios de la necrópolis.

## Excavaciones

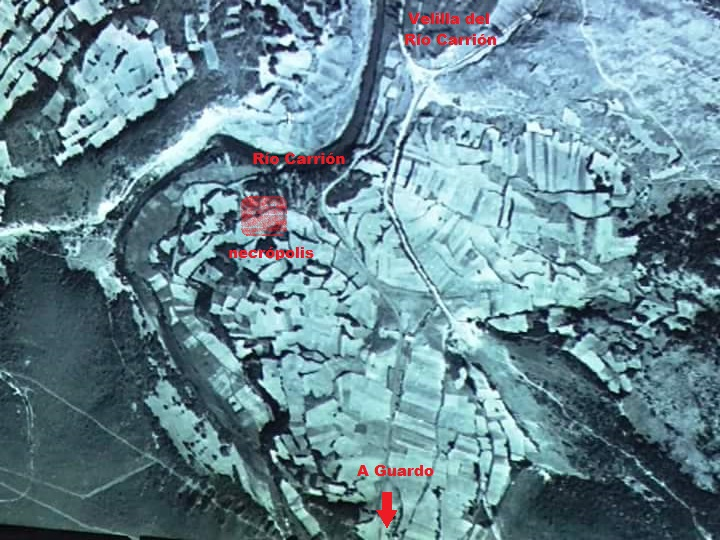
Imagen aérea obtenida por la Fuerza Aérea de los Estados Unidos en 1956 en la que se puede apreciar el meandro sobre el que se asentaba la necrópolis (marcada en color rojo). Como referencia, se han indicado el núcleo urbano de Velilla del Río Carrión y la carretera de Guardo.

Tras informarse del descubrimiento, un equipo de la Universidad de Valladolid se trasladó hasta Velilla. A su mando iba el profesor Pedro de Palol, catedrático de Arqueología, Epigrafía y Numismática de la misma y experto en necrópolis.
El 23 de marzo de 1962, comenzaron los trabajos de los arqueólogos, siguiendo la zanja realizada por el tractor cuando se descubrieron los enterramientos. Tras la acotación del yacimiento en dirección sur, aparecieron 18 tumbas orientadas hacia el este, todas ellas de 15 a 30 cm de la superficie del terreno. Las paredes y las losas que las cubrían estaban realizadas en lajas de pizarra que se estimó procedentes de la cercana localidad de Otero de Guardo. Algunas de las tumbas contenían restos humanos en buen estado de conservación y otras fragmentos de huesos mezclados con barro sedimentado.
El día 24 de marzo se descubrieron 14 nuevas tumbas, con las mismas características que las anteriores. En una de ellas se encontró un esqueleto en buen estado de conservación. En ninguno de los enterramientos se encontró ningún tipo de ajuar, pero durante este día se hallaron algunas cruces toscamente grabadas en las losas. Además, en una de ellas se encontraron unos signos que De Palol identificó como mozárabes, hecho que calificó de gran relevancia.
El 25 de marzo, y debido a la presencia de nieve, el equipo se limitó a completar la acotación de la excavación, al encontrar los límites Norte y Este de la misma.
El 26 de marzo fueron hallados 59 enterramientos, uno de ellos de singular importancia, pues presentaba en una de sus paredes una rueda de molino de época romana, de 0,53 m de diámetro, que confirmó la presencia cercana de algún asentamiento romano cercano al río.
El profesor De Palol concluyó sus apuntes señalando que, al lado de la fuente romana, durante una plantación de árboles, apareció una tumba de las mismas características que las excavadas por su equipo. Asimismo señaló que ni en el archivo parroquial ni el municipal de Velilla existía ningún documento anterior al siglo XVI. Por último, añadió al informe el material fotográfico obtenido durante las excavaciones.
El cuaderno de campo de la excavación fue digitalizado y se encuentra disponible en Internet en la página web del Instituto Catalán de Arqueología Clásica (ICAC).

## Conclusiones
Los trabajos de excavación se desarrollaron entre el 23 y el 26 de marzo de 1962. De Palol y su equipo excavaron un total de 91 enterramientos, constatando también que algunos otros habían sido destruidos por la zanja inicial.
La necrópolis estaba orientada en dirección Oeste-Este, con los enterramientos alineados de forma irregular y sin la presencia de ajuar funerario en ninguno de ellos. Se estimó que su procedencia databa de la época de la Repoblación, desarrollada en estas tierras a partir del s. IX.
Los hallazgos más relevantes del yacimiento fueron la rueda de molino de época romana encontrada como pared en una de las tumbas y la inscripción en mozárabe sobre una de las losas, que junto con las cruces talladas en algunas de ellas fueron los signos más representativos para datar el origen y procedencia del yacimiento.

## Destrucción

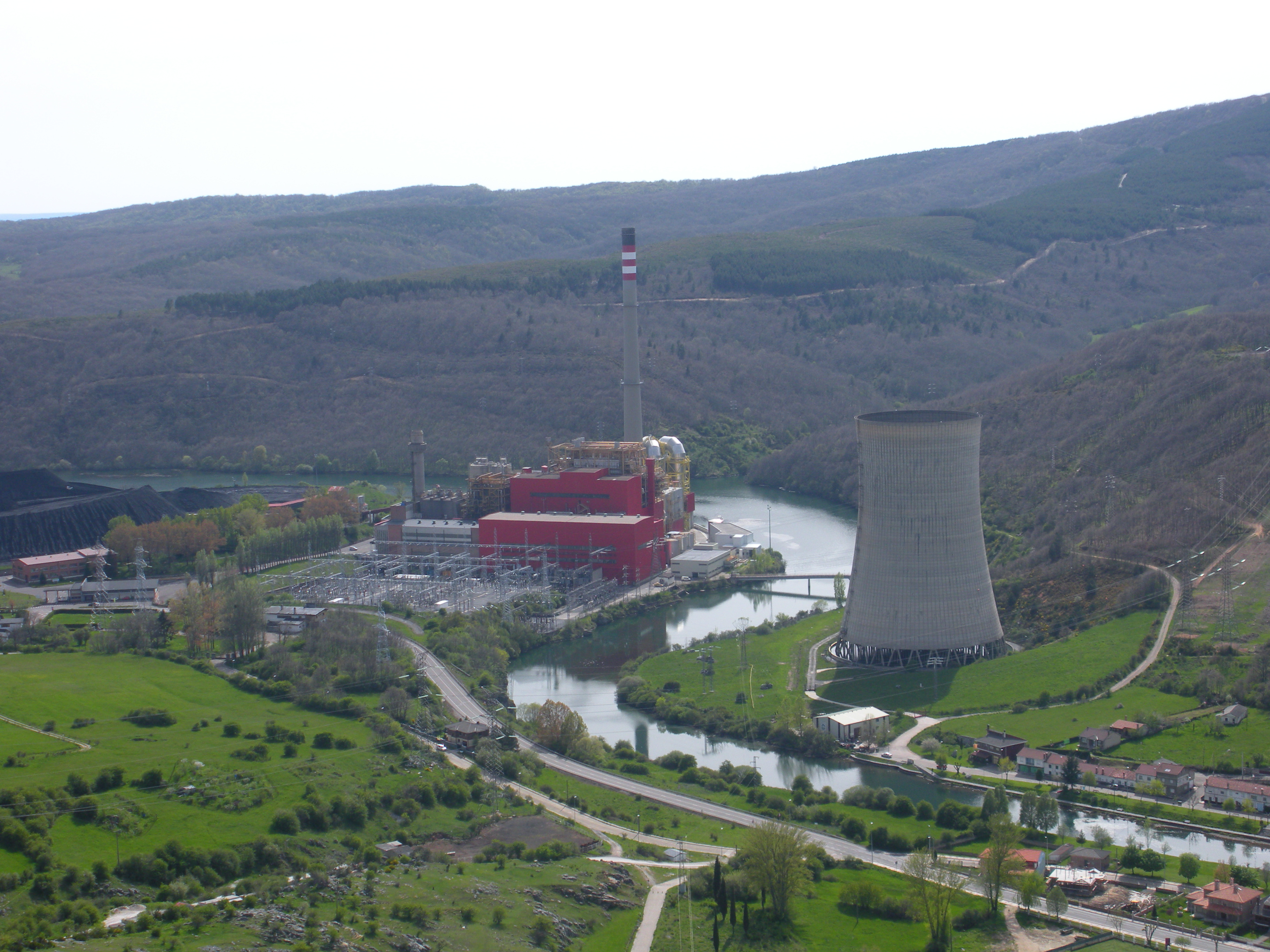
Vista de la central térmica de Velilla desde peña Lugar. A la altura del Grupo I de la central (izqda. de las estructuras rojas) fue hallada la necrópolis. Se puede observar que el meandro que la guarecía ha sido transformado en un embalse para la refrigeración de la central.

A pesar de lo relevante del yacimiento, los trabajos para la construcción de la central térmica continuaron en los plazos fijados, ya que se trataba de una instalación que el régimen había considerado de gran importancia energética. En los días posteriores a las excavaciones se continuó con la explanación del terreno y la total destrucción de todos los restos de la necrópolis. La central térmica de Velilla fue finalmente puesta en funcionamiento el 6 de junio de 1964, ocupando el edificio principal de caldera y turbina la zona donde estaban emplazados los enterramientos. En 1984, la instalación fue ampliada con un segundo grupo que doblaba en producción al primero.